# D'une sainte famille à l'autre
 (décembre 2018).
Si vous disposez d'ouvrages ou d'articles de référence ou si vous connaissez des sites web de qualité traitant du thème abordé ici, merci de compléter l'article en donnant les références utiles à sa vérifiabilité et en les liant à la section « Notes et références ».
D'une sainte famille à l'autre. Essai sur le marxisme imaginaire est un livre du sociologue français Raymond Aron paru en 1969.
Le livre est en deux parties. La première est  consacrée à l'existentialisme et à Jean-Paul Sartre. La deuxième porte sur le structuralisme et Louis Althusser. Raymond Aron y critique les positions de Sartre et Althusser qu'il juge incompatibles avec celle de Marx et leur reproche leurs ignorances en économie. De plus, selon le sociologue, leurs démarches intellectuelles sont à l'opposé de celle de Marx et des marxistes fidèles à sa pensée.
Le livre a été écrit peu de temps après les événements de Mai 68. La préface les évoque.